# Chrysopogon albosetosus
Chrysopogon albosetosus là một loài ruồi trong họ Asilidae. Chrysopogon albosetosus được Clements miêu tả năm 1985. Loài này phân bố ở miền Australasia.